# Donald Arthur Glaser
Donald Arthur Glaser (Cleveland, Ohio, EUA 1926- Berkeley, Califòrnia, EUA 2013) és un físic i neurobiòleg estatunidenc guardonat l'any 1960 amb el Premi Nobel de Física.

## Biografia
Va néixer el 21 de setembre de 1926 a la ciutat nord-americana de Cleveland, situada a l'estat d'Ohio. Va graduar-se en física i matemàtiques l'any 1946 al  Case Institute of Technology de Cleveland, ampliant posteriorment estudis al California Institute of Technology el 1949.

## Recerca científica
El 1952 inventà la cambra de bombolles, un artiulugi que permet detectar partícules mitjançant l'hidrogen líquid. Per aquesta invenció fou guardonat amb el Premi Nobel de Física l'any 1960.